# Outlaws (banda)
The Outlaws es una banda estadounidense de rock fundada en 1972 en Tampa, Florida. Son populares por sus éxitos "There Goes Another Love Song" y "Green Grass and High Tides". Fueron formados en 1967 por el guitarrista Hughie Thomasson, el baterista David Dix, el bajista Phil Holmberg, los guitarristas Hobie O'Brien y Frank Guidry y el cantante Herb Pino.
Hughie Thomasson integró la agrupación Lynyrd Skynyrd por un breve periodo, para retornar a Outlaws hasta su fallecimiento en el año 2007.

## Músicos

### Actuales
- Monte Yoho, batería
- Billy Paul, guitarra
- Chris Anderson, guitarra
- Billy Crain, guitarra
- Randy Threat, bajo
- Henry Paul, voz, guitarra

### Miembros fundadores
- Hughie Thomasson, guitarra, voz (†)
- Henry Paul, guitarra, voz
- Billy Jones, guitarra (†)
- Frank O'Keefe, bajo
- Monte Yoho, batería

## Discografía
- The Outlaws - 1975 - Arista
- Lady in Waiting - 1976 - Arista
- Hurry Sundown - 1977 - Arista
- Bring it Back Alive - 1978 - Arista
- Playin' to Win - 1978 - Arista
- In the Eye of the Storm - 1979 - Arista
- Ghost Riders - 1980 - Arista
- Los Hombres Malo - 1982 - Arista
- Greatests Hits - 1982 (compilado) - Arista
- Soldiers of Fortune - 1986 - Pasha Records
- Hittin the Road - Live - 1993 - BBI (Blues Bureau International)
- Diablo Canyon - 1994 - BBI
- Best of the Outlaws, Green Grass and High Tides Forever - 1996 - BMG/Arista
- There Goes Another Love Song - 1999 - BMG Special Products
- The Heritage Collection - 2000 - Arista
- It's About Pride - 2012 -
- Dixie Highway - 2020 -